# Irina Meszynski
Irina Meszynski (ur. 24 marca 1962 w Berlinie) – wschodnioniemiecka lekkoatletka, która specjalizowała się w rzucie dyskiem.
Pierwszym sukcesem zawodniczki był złoty medal mistrzostw Europy juniorów, który zdobyła w 1979 roku. Złota medalistka zawodów Przyjaźń 84. Podczas tej imprezy wynikiem 73,36 ustanowiła nowy rekord świata. Rekord życiowy: 73,36 (17 sierpnia 1984, Praga) – 5. wynik w historii światowej lekkoatletyki.

## Osiągnięcia
| Rok  | Impreza                     | Miejsce   | Lokata     | Wynik |
| ---- | --------------------------- | --------- | ---------- | ----- |
| 1979 | Mistrzostwa Europy juniorów | Bydgoszcz | 1. miejsce | 60,30 |
| 1982 | Mistrzostwa Europy          | Ateny     | 8. miejsce | 63,78 |
| 1984 | Przyjaźń-84                 | Praga     | 1. miejsce | 73,36 |
| 1986 | Mistrzostwa Europy          | Stuttgart | 4. miejsce | 65,20 |